# Clara de Sousa Alves
Clara de Sousa Alves (n. Alfândega da Fé, Portugal), é uma advogada, académica e política portuguesa. Atualmente, é deputada na Assembleia da República pelo Partido Social Democrata (PSD), integrando a XVI legislatura. Reconhecida como uma das mais proeminentes defensoras da coesão territorial e do desenvolvimento do interior de Portugal, destaca-se pela sua intervenção em prol da promoção da igualdade de oportunidades e da redução das assimetrias regionais. É a deputada mais jovem desde sempre eleita pelo distrito de Bragança.

## Formação e Atividade Profissional
Clara de Sousa Alves licenciou-se em Direito na Universidade Portucalense Infante D. Henrique, instituição onde prossegue atualmente o seu doutoramento em ciências jurídico civilísticas. O seu percurso académico é complementado por um mestrado em Direito Privado, concluído na Universidade Católica Portuguesa, refletindo uma sólida formação jurídica.
Especializada em Direito do Trabalho, desenvolveu uma carreira notável tanto no campo académico como na prática jurídica. Foi advogada associada na Cerejeira Namora Marinho Falcão, uma das mais prestigiadas sociedades de advogados do Norte de Portugal, onde se destacou pela sua excelência e competência técnica.
Enquanto professora convidada na Universidade Portucalense, leciona nas áreas de Direito do Trabalho, Direito Comercial e Direito Internacional Privado, contribuindo decisivamente para a formação de futuros juristas e para o avanço da investigação científica nas suas áreas de especialidade.

## Carreira Política
O envolvimento político de Clara de Sousa Alves começou na Juventude Social Democrata (JSD), onde exerceu o cargo de Presidente da Concelhia de Alfândega da Fé. Atualmente, é Presidente da Comissão Política Distrital de Bragança do PSD, sendo uma voz ativa, com uma visão estratégica para o desenvolvimento e a defesa dos interesses do Distrito
Na Assembleia da República, Clara de Sousa Alves integra duas comissões parlamentares de grande relevância:
- Comissão de Trabalho, Segurança Social e Inclusão, onde tem uma participação central na formulação de políticas públicas relacionadas com o emprego, proteção social e inclusão;

- Comissão de Cultura, Comunicação Social, Juventude e Desporto, onde trabalha na promoção da cultura e na defesa dos direitos dos jovens em Portugal.

Destaca-se, sobretudo, pela sua atuação incisiva em prol da melhoria das infraestruturas, do acesso a serviços de saúde e educação e da criação de oportunidades de emprego para as populações das regiões mais desfavorecidas. A sua ação política reflete uma dedicação constante à igualdade de oportunidades, sendo uma das vozes mais influentes no combate às desigualdades regionais.

## Atividades Internacionais
Clara de Sousa Alves é Presidente da Assembleia Geral e membro fundador da Europe XXI, uma organização composta por jovens de diversos Estados-Membros da União Europeia, cuja missão é promover os valores europeus e fomentar a colaboração entre os jovens europeus, repensando o futuro da União Europeia no século XXI.
Em 2025, foram distinguidos com o Prémio Carlos Magno da Juventude por Portugal, atribuído pelo Parlamento Europeu e pela Fundação do Prémio Internacional Carlos Magno, em Aachen.  
O seu envolvimento nesta associação sublinha o seu forte compromisso com o diálogo internacional e com a construção de uma Europa mais unida e inclusiva. Através da Europe XXI, Clara de Sousa Alves tem promovido a participação ativa dos jovens nas políticas europeias, defendendo a importância do seu papel na definição das políticas públicas que moldam o futuro da União. A sua dedicação à cooperação internacional e à integração dos jovens portugueses no contexto europeu são um reflexo do seu compromisso com os valores fundamentais da União Europeia e com a construção de um espaço europeu plural de oportunidade e igualdade.